# IAAFワールドアスレチックツアー

2009年度におけるIAAFワールドアスレチックツアー開催都市
ゴールデンリーグ スーパーグランプリ グランプリ

IAAFワールドアスレチックツアー（IAAF World Athletics Tour）は、2005年に国際陸上競技連盟によって設置され2006年から2009年まで実施されていた、25の陸上競技大会で構成される世界巡業である。このツアーの各競技大会の開催時期は例年2月から9月である。各競技大会の実施日程は概ね1日である。このツアーでは1年を単位として指定されたポイントによる成績上位者を選出し、各種目7位までの選手にIAAFワールドアスレチックファイナルの出場権が授与された。25大会とは別の各大陸協会が指定する大会でも、成績に応じてポイントが加算された。
ツアーの各大会は競技水準により3つに大別され、最上位にIAAFゴールデンリーグとIAAFスーパーグランプリ、次位にIAAFグランプリが位置づけられた。このツアーはゴールデンリーグ6大会・スーパーグランプリ5大会・グランプリ14大会から成っている。スーパーグランプリとグランプリを併せて「ワールドグランプリシリーズ」と呼ぶこともある。
このツアーは2009年度をもって終了し、構成していた各競技大会は2010年度からIAAFダイヤモンドリーグとIAAFワールドチャレンジへと再編された。

## ポイントシステム
選手はこのツアーが指定した各大会でポイントを獲得した。例えばグランプリの各大会各種目での優勝選手が10ポイントを獲得、以下順位に応じたポイントの授与が規定された。ゴールデンリーグおよびスーパーグランプリの各大会では、グランプリの倍のポイントが規定された。例外として1500メートル競走以上の中距離走では、9位から12位の選手にもポイントが授与された。またゴールデンリーグ・スーパーグランプリ・グランプリの大会において世界新記録を樹立した選手には6ポイント、世界記録タイを記録した選手には3ポイントが授与された。また、各大陸協会が指定したエリア大会でも1位から4位までの選手にポイントが授与された。
|                                      | 1位 | 2位 | 3位 | 4位 | 5位 | 6位 | 7位 | 8位 |
| ------------------------------------ | --- | --- | --- | --- | --- | --- | --- | --- |
| ゴールデンリーグ, スーパーグランプリ | 20  | 16  | 14  | 12  | 10  | 8   | 6   | 4   |
| グランプリ                           | 10  | 8   | 7   | 6   | 5   | 4   | 3   | 2   |
| エリア大会                           | 6   | 4   | 2   | 1   |     |     |     |     |

## 大会一覧

### ゴールデンリーグ
| 大会名                       | 競技会場                           | 開催都市     | 開催国     |
| ---------------------------- | ---------------------------------- | ------------ | ---------- |
| ISTAF                        | ベルリン・オリンピアシュタディオン | ベルリン     | ドイツ     |
| ビスレットゲームズ           | ビスレットスタディオン             | オスロ       | ノルウェー |
| ゴールデンガラ               | スタディオ・オリンピコ             | ローマ       | イタリア   |
| ミーティングアレヴァ         | スタッド・ド・フランス             | パリ         | フランス   |
| ヴェルトクラッセチューリッヒ | レッツィグルンド・シュタディオン   | チューリッヒ | スイス     |
| メモリアルヴァンダム         | ボードゥアン国王競技場             | ブリュッセル | ベルギー   |

### スーパーグランプリ
| 大会名                     | 競技会場                                     | 開催都市       | 開催国       |
| -------------------------- | -------------------------------------------- | -------------- | ------------ |
| カタールスーパーグランプリ | ハリーファ国際スタジアム                     | ドーハ         | カタール     |
| アスレティッシマ           | スタッド・オランピック・ドゥ・ラ・ポンテーズ | ローザンヌ     | スイス       |
| ヘラクレス                 | スタッド・ルイ・ドゥ                         | モンテカルロ   | モナコ       |
| ロンドングランプリ         | クリスタル・パレス                           | ロンドン       | イギリス     |
| DNガラン                   | ストックホルム・スタディオン                 | ストックホルム | スウェーデン |

### グランプリ
| 大会名                                   | 開催都市     | 開催国         |
| ---------------------------------------- | ------------ | -------------- |
| メルボルンクラシック                     | メルボルン   | オーストラリア |
| ダカールグランプリ                       | ダカール     | セネガル       |
| 国際グランプリ陸上大阪大会               | 大阪         | 日本           |
| グランプレミオ・ブラジル・カイシャ       | ベレン       | ブラジル       |
| フランシナ・ブランカース＝クン・ゲームズ | ヘンゲロ     | オランダ       |
| リーボックグランプリ                     | ニューヨーク | アメリカ合衆国 |
| プリフォンテーンクラシック               | ユージーン   | アメリカ合衆国 |
| オストラヴァゴールデンスパイク           | オストラヴァ | チェコ         |
| アテネグランプリ                         | アテネ       | ギリシャ       |
| ザグレブ国際                             | ザグレブ     | クロアチア     |
| マドリードグランプリ                     | マドリード   | スペイン       |
| リエティグランプリ                       | リエーティ   | イタリア       |
| 英国グランプリ                           | ゲーツヘッド | イギリス       |
| 上海ゴールデングランプリ                 | 上海         | 中国           |